# 구찌 다이애나
구찌 다이애나(Gucci Diana)는 피렌체에 본사를 둔 고급 패션 하우스 구찌가 디자인한 대나무 손잡이가 달린 가죽 핸드백이다. 1991년에 처음 출시된 이 핸드백은 웨일스 공비 다이애나의 이름을 따서 유명해졌다. 이 가방은 이제 고가의 신분 상징이 되었다.